# 穆尔斯
穆尔斯（英語：Mooers）是位于美国纽约州克林顿县的一个镇，地处克林顿县北部、普拉茨堡西北。2010年美国人口普查时，该镇有3592人。穆尔斯镇建于1803年，其名称源于该地的一位早期定居者本杰明·穆尔斯。